# Rueda de cabillas

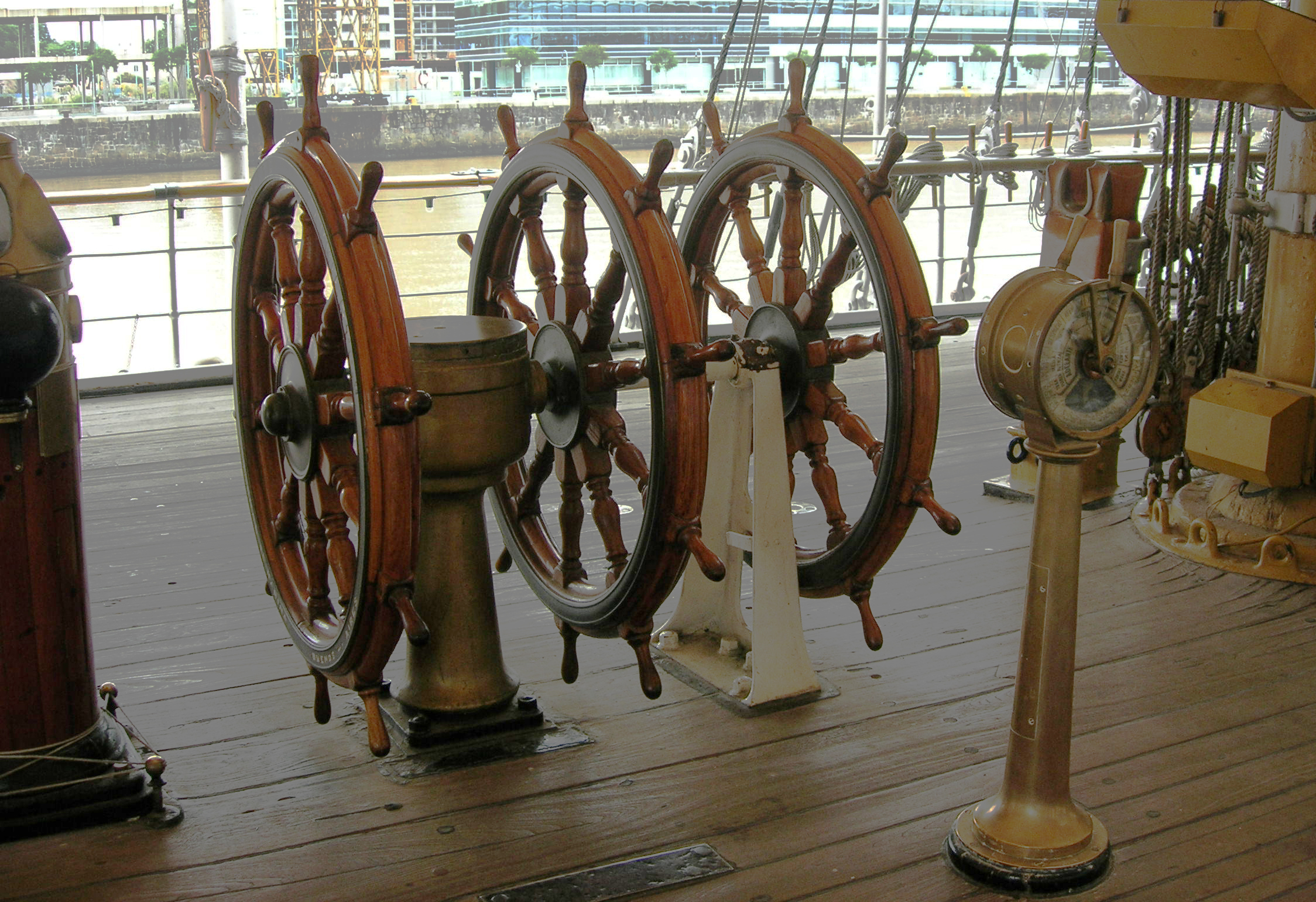
Ruedas de cabillas, una doble y otra simple del buque museo fragata Presidente Sarmiento, de Argentina.

En náutica, la rueda de cabillas es un dispositivo mediante el cual se acciona el timón. La fuerza del timonel era transmitida por cuerdas y poleas a la pala del timón. Por esta razón se requerían varios hombres en especial durante períodos de mal tiempo.
En la fotografía (tomada en el buque museo fragata Presidente Sarmiento) se observa una rueda doble de diez cabillas y una simple en exhibición.
Cabilla: Cada una de las asideras de la rueda.
En la actualidad muchas embarcaciones deportivas o de recreo mantienen por tradición el accionamiento del timón por medio de una rueda de cabillas que, mediante un sistema hidráulico o eléctrico, opera el sistema de gobierno.
Los buques modernos han abandonado la rueda de cabillas y son comandados o bien mediante un "joystick" o bien mediante un simple volante.

## Galería

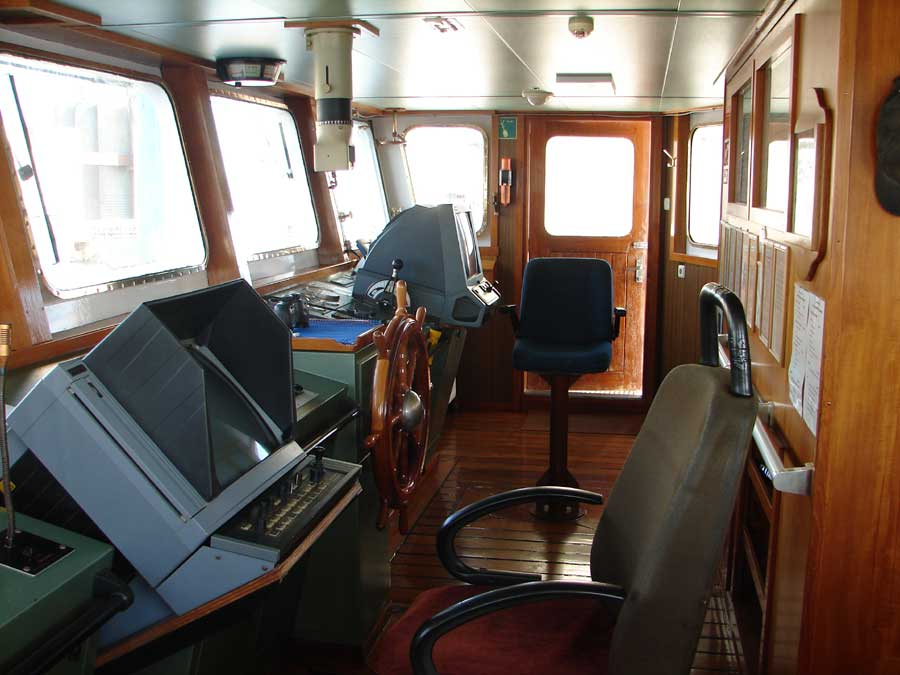
Timonera moderna aún con rueda
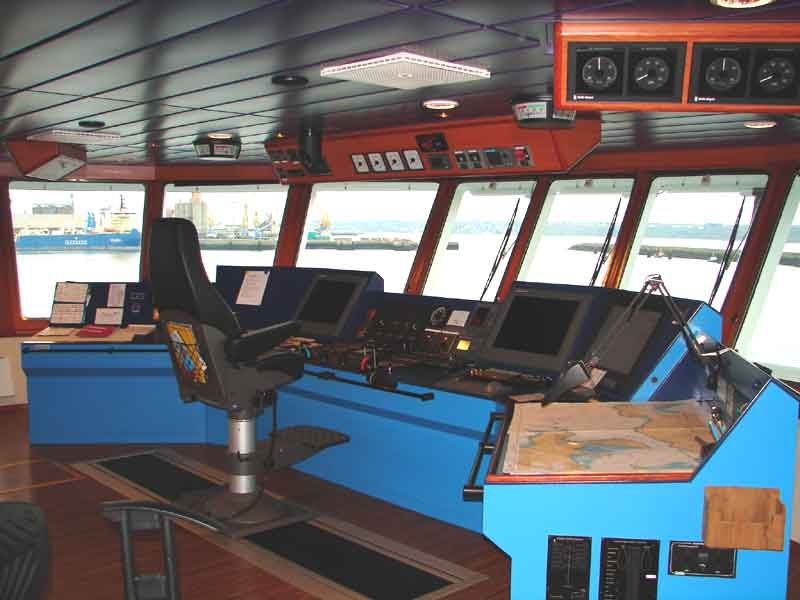
Timonera moderna ya sin rueda
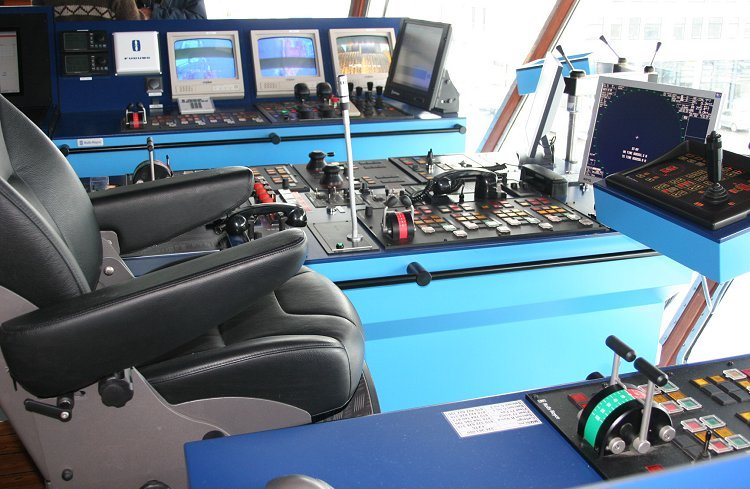
Sistema de gobierno hipermoderno por joystick

- Datos: Q48782846